# 肉色黄丽蘑
肉色黄丽蘑（學名：[Calocybe carnea] 错误：{{Lang}}：文本有斜体标记（帮助）），俗稱粉紅色方安蘭（pink fairhead）或粉紅色圓頂蓋（pink domecap），是一種擔子菌門真菌，隸屬於麗蘑屬。這種真菌體形細小，顏色為粉紅色，並且常於春天到秋天期間在草地、田野和草坪上出現。這種真菌廣泛地分佈於歐洲和北美洲。

## 分類
肉色黄丽蘑最早是由法國真菌學家皮埃尔·比利亚尔於1792年描述的，其學名為肉色黄傘菌（Agaricus carneus）。自此，這種真菌被多次改名，並且因此獲得很多異名。後來，荷蘭真菌學家馬里納斯·安東·東克將其改為現名。其學名中的源自拉丁文，意思是「肉色黄」。而其屬的學名則源自古希臘文中的「[kalos] 错误：{{Lang}}：语言代码：gk 无法识别（帮助）」和「[cubos] 错误：{{Lang}}：语言代码：gk 无法识别（帮助）」，兩者的意思分別是「美麗的」和「頭」。

## 描述
肉色黄丽蘑的菌蓋直徑約為1.5–4厘米（0.6–1.6英寸），通常呈淡粉色，但可以是較暗，較粉，甚至是偏紅。其顏色通常隨著年齡增加會變淡。其菌蓋呈凸面狀，但是隨著年齡增加會逐漸變成扁平狀，並且可能變成波浪狀。其表面光滑且乾燥。其菌柄呈淡粉色，高度能達4厘米（1.6英寸），並且是光滑的或者是纖維質的。菌柄呈倒錐體狀，並且經常是畸形的。其菌褶是連生的或波狀的，呈白色，且其孢子印也是白色的。這些菌褶之間的間距不大。其菌肉呈白色，並且只有極淡的味道和氣味。
桃色麗蘑（Calocybe persicolor）與肉色黄丽蘑外觀相似，並且有時候會被視為肉色黄丽蘑的亞種。

## 分佈及生境
肉色黄丽蘑主要於春天到早秋期間出現，並且廣泛地分佈於亞洲、歐洲和北美洲。這種真菌通常是在草地、田地和草坪上生長，但極少部份會在樹林裡出現，除非樹林裡有一個小草坪。

## 可食性
肉色黄丽蘑是可供食用的，但是其菌肉質感很差，並且僅僅有著極淡的味道和氣味。另外，其菌肉亦很薄。因此，人們很少將之用作食材。除此以外，其外觀亦與很多有毒真菌類似，容易讓人誤吃下有毒真菌而中毒，因此不建議食用。